# Svaroh (Šumava)
Svaroh (německy Zwercheck) je 1334 m vysoká hora na severozápadní Šumavě, v Královském hvozdu. Vrchol se nachází na hranici mezi Německem a Českem (resp. Čechami a Bavorskem). Od sousední (1,5 km na V vzdálené) Jezerní hory je oddělený mělkým sedlem (1319 m n. m.).

## Lesy na Svarohu

### Vlastnictví lesů
Lesy na Svarohu jsou již od roku 1927 ve vlastnictví Československého státu – ministerstva zemědělství, Ústředního ředitelství státních lesů a statků v Praze.
Dnes s lesy ve vlastnictví České republiky hospodaří státní podnik Lesy České republiky.

### Správa lesů na Svarohu
- od 16. ledna 1946 do 26. listopadu 1947 patřily lesy pod Správu státních lesů v Železné Rudě
- od 27. listopadu 1947 do 24. října 1950 patřily lesy k Polesí Úhlava v Hamrech
- od 25. října 1950 do 31. prosince 1971 patřily lesy k Polesí Královský Hvozd v Hamrech
- od 1. ledna 1972 do 31. srpna 1992 patřily lesy k Lesní správě Královský Hvozd v Zelené Lhotě
- od 1. září 1992 do 31. prosince 2019 patřily lesy k Lesní správě Klatovy, revír Ostrý
- od 1. ledna 2020 jsou lesy začleněny k Lesní správě Železné Rudě, revír Ostrý[3][4]

### Požár lesů
Pálení veškerého materiálu z kůrovcových těžeb mělo za následek časté lesní požáry. V období velkého sucha, dne 7. září 1947 vznikl požár na Jezerní stěně, který likvidovalo 6 požárních sborů až do 9. září 1947. Ve dne i v noci byli nasazeni požárníci včetně veškerého lesního personálu a dělníků. Přestože bylo ohnisko požáru trvale hlídáno, tak 15. září 1947 začal požár znovu. Důvodem bylo to, že oheň prohořel do spodních rašelinových vrstev. Tento požár se podařilo zlikvidovat až koncem září 1947.

## Turistika
Značené turistické stezky na Svaroh vedou jen z německé strany.

## Stavby v blízkosti vrcholu
Podle turistického průvodce z roku 1878 stávala pod vrcholem Svarohu dřevěná rozhledna, z níž se nabízel pohled na Černé jezero. V roce 1932 byla v sedle mezi Svarohem a Jezerní horou postavena, dle projektu architekta Václava Neckáře, turistická chata s 50 lůžky podle majitele Arna Juránka nazývaná Juránkova chata, která nahradila vyhořelý dřevěný srub na Jezerní hoře. Těsně před 2. světovou válkou Juránkova chata vyhořela a byla na jejím místě postavena nová, ta se však kvůli válce již plného otevření nedočkala.

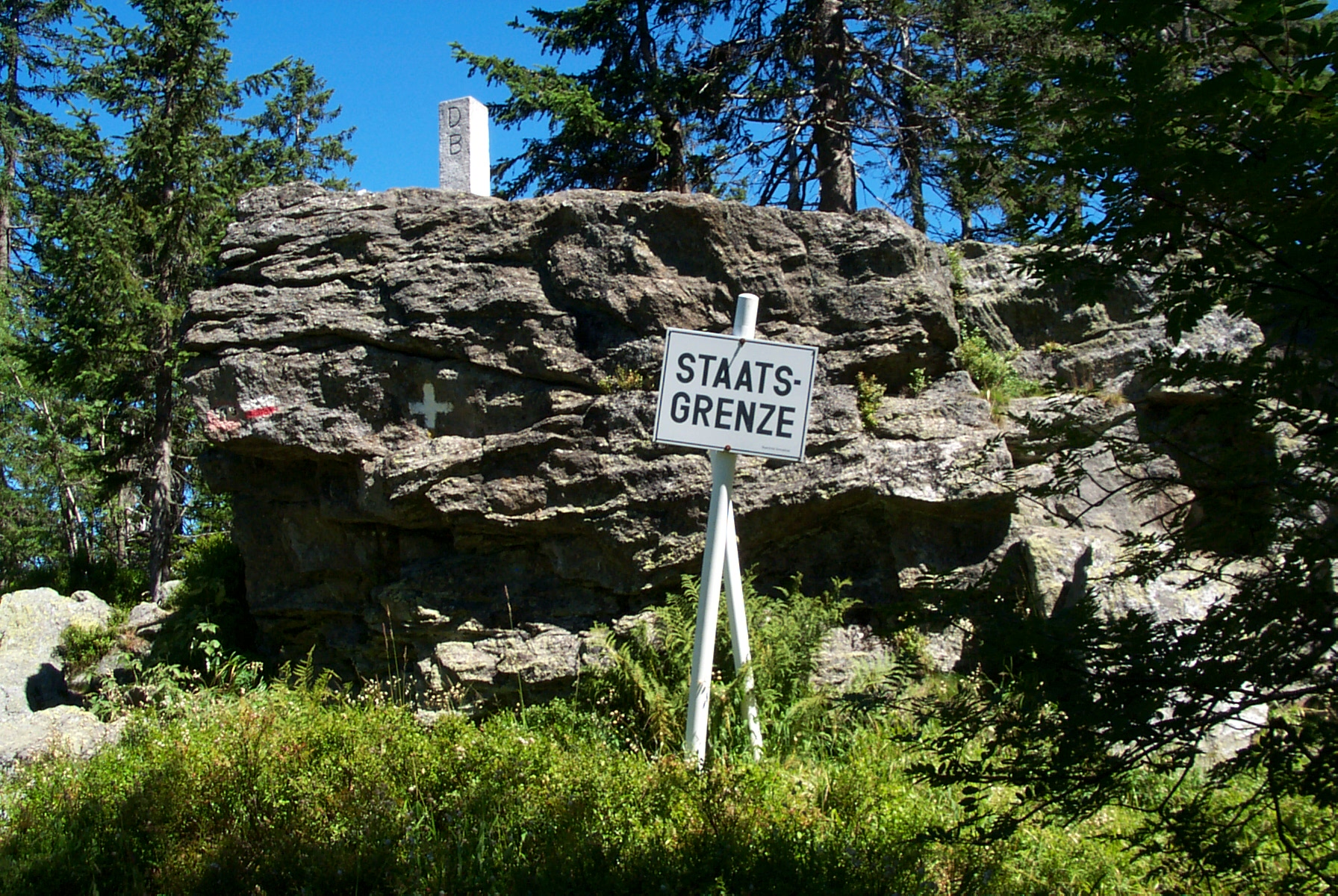
Skála v sedle s Jezerní horou